# Кривошеїн Семен Мойсейович
Кривошеїн Семен Мойсейович (28 листопада 1899, Воронеж — 16 вересня 1978, Москва) — радянський воєначальник, генерал-лейтенант танкових військ.

## Життєпис

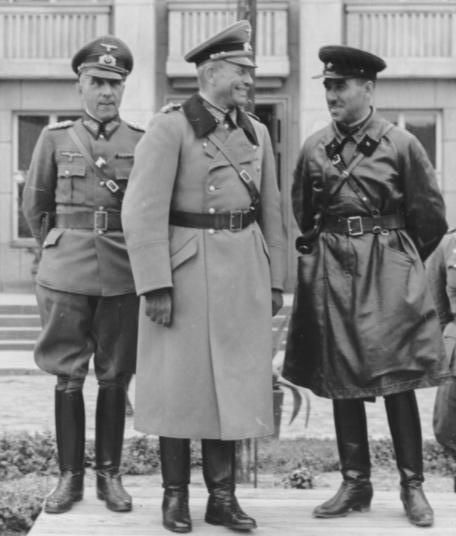
Гудеріан і Кривошеїн спілкуються під час спільного параду у Бересті у 1939 році

У Червоній Армії з 1918 року. Учасник Громадянської війни. З 1919 року Семен Кривошеїн — член ВКП(б). В 1926 році закінчив курси командного складу, в 1931 році — Військову академію імені Фрунзе. З 1931 року — начальник штабу 7-го механізованого полку. З червня 1933 року — помічник начальника 1-го відділення Управління моторизації і механізації РСЧА. З травня 1934 року — командир 6-го механізованого полку.
У 1936–1937 роках Кривошеїн брав участь у громадянській війні в Іспанії, командував танковими частинами.
З червня 1937 року Семен Кривошеїн — командир 14-ї механізованої бригади, з 1938 року командував 29-ю танковою бригадою. 1938 року брав участь у боях біля озера Хасан.
У 1939 брав участь у вторгненні СРСР до Польщі, на завершальному етапі якого, 22 вересня 1939 року комбриг Кривошеїн разом з німецьким генералом Ґудеріаном приймали парад союзних радянських і німецьких військ у місті Берестя.
У 1939–1940 роках брав участь у Зимовій війні.
4 червня 1940 року Кривошеїну було присвоєно військове звання «генерал-майор». З 1940 року він командував 15-ю механізованою, а потім 3-ю танковою дивізією.
З червня 1941 року Семен Кривошеїн учасник Німецько-радянської війни. Брав участь у Курській битві, Вісло-Одерській, Берлінській операціях. Командував 3-м механізованим корпусом (23 жовтня 1943 року перейменований у 8-й гвардійський механізований корпус).
21 серпня 1943 року генерал-майору Кривошеїну присвоєно військове звання «генерал-лейтенант танкових військ».
З 10 лютого 1944 року і до кінця війни генерал-лейтенант танкових військ Семен Кривошеїн — командир 1-го Красноградського механізованого корпусу.
За вміле командування корпусом і особисту мужність Указом Президії Верховної Ради СРСР від 29 травня 1945 гвардії генерал-лейтенанту танкових військ Кривошеїну Семену Мойсейовичу присвоєно звання Героя Радянського Союзу з врученням ордена Леніна і медалі «Золота Зірка» (№ 5869).
Після війни Кривошеїн обіймав командні посади у військах, був на викладацькій роботі, керував кафедрою у Військовій академії імені Фрунзе. 1952 року він закінчив Вищі академічні курси при Військовій академії Генерального штабу. З 1953 року генерал-лейтенант танкових військ Кривошеїн — в запасі, а потім у відставці. Помер 16 вересня 1978 року. Похований у Москві на Кунцевському кладовищі.